# XT-97
XT-97（XT-97突擊步槍）は、中華民国の國防部軍備局205兵工廠で開発中だった試作アサルトライフルである。2008年に研究開発が始まり、2009年の台北国際航空宇宙及び国防工業見本市（台北國際航太暨國防工業展、TADTE：Taipei Aerospace & Defense Technology Exhibition）で初めて公開された。
その後、205兵工廠などでのテストを繰り返しプロジェクトは発展解消、『XT-101突擊步槍』の研究開発へと移行している。

## 説明
XT-97は2000年代中期以降に先進各国軍向けに開発が始まった「次世代アサルトライフル」同様のモジュール化構造とレイルシステムを有しており、外観はSCARに酷似した上MP5を合わせたような形となっている。
また、特徴的なバレル上部に移設された再装填ハンドルによって、内部設計は65式歩槍系統から大きく逸脱していることを示唆している。ストック部は伸縮＆折り畳み式である。
野外での迅速なバレル変更可能なよう設計されており、口径5.56mmに替えてサブマシンガン用の9mmの銃身と銃弾、より火力のある7.62mm NATO弾と銃身を用いることも可能となっていた。射撃モードはフルオートと単発の2種。
配備先は一般兵科のみならず、空挺部隊や海軍陸戦隊、砲兵や機械化部隊および二輪部隊の兵員自衛用を想定していた。

## 採用
XT-97は非戦闘部隊向けテスト用に少量生産が行われた。